# Partição de dados básica
| Bit numérico | Significado                                                                               |
| ------------ | ----------------------------------------------------------------------------------------- |
| 60           | O volume está como somente-leitura e não pode ser montado como leitura-escrita            |
| 62           | O volume está como oculto.                                                                |
| 63           | O sistema operacional não pode designar automaticamente uma letra de drive para o volume. |

Nos sistemas operacionais da Microsoft, quando se utiliza um disco básico particionado com layout de tabela de partição GUID (GPT), uma partição de dados básica – Basic Data Partition (BDP) (em inglês) – é qualquer partição identificada com o Identificador Único Global – Global Unique Identifier (GUID) (em inglês) – ebd0a0a2-b9e5-4433-87c0-68b6b72699c7.
No layout GPT, as partições de dados básica (BDPs) são únicos tipos de partição que o Windows XP 64 bits ou versões posterior podem montar e normalmente atribuir letras de unidade.
Segundo a Microsoft, a partição de dados básica é o equivalente a tipos de partição 0x06, 0x07, e 0x0B (FAT16, NTFS, FAT32) na tradicional tabela de partição MBR. Na prática é equivalente aos tipos 0x01, 0x04, 0x0C, e 0x0E (várias outras partições FAT) também.
uma partição de dados básica  pode ser formatada com qualquer sistema de arquivos, embora mais comumente BDPs são formatadas com FAT32 ou formatos de arquivos NTFS. Para determinar programaticamente qual o formato arquivo contém um BDP, a Microsoft exige que deve-se inspecionar os Blocos de Parâmetros BIOS que está contido no BDP da Ficha de Boot do Volume.
Quando um sistema operacional da Microsoft converte um disco básico particionado em GPT para um disco dinâmico, todos os BDPs são combinados e convertidos para uma única partição de dados Gerenciador de Disco Lógico identificada com a GUID AF9B60A0-1431-4F62-BC68-3311714A69AD. Isto é análogo à conversão de tipos de partição 0x01, 0x04, 0x06, 0x07, 0x0B, 0x0C, e 0x0E para a partição do tipo 0x42 em discos particionados com a tabela MBR.
Linux agora também usa esse tipo de partição para partição de dados de base. Veja Tabela de Partição GUID.